# روبرت نيل (لاعب كرة قدم)
روبرت نيل (بالإنجليزية: Robert Neil)‏ هو لاعب كرة قدم بريطاني (وحمل سابقاً جنسية المملكة المتحدة لبريطانيا العظمى وأيرلندا) في مركز قلب الدفاع، ولد في 1875، وتوفي في 1913. لعب مع نادي ليفربول ونادي هيبرنيان.

## وصلات خارجية
- روبرت نيل على موقع الاتحاد الإسكتلندي (الإنجليزية)
- روبرت نيل على موقع قاعدة بيانات كرة القدم.إي يو (الإنجليزية)